# جيمس تي هونغ
جيمس تي هونغ (بالإنجليزية: James T. Hong)‏ هو مخرج أمريكي، ولد في 1970 في مينيسوتا في الولايات المتحدة.

## وصلات خارجية
- جيمس تي هونغ على موقع IMDb (الإنجليزية)
- جيمس تي هونغ على موقع ألو سيني (الفرنسية)
- جيمس تي هونغ على موقع أول موفي (الإنجليزية)
- جيمس تي هونغ على موقع قاعدة بيانات الفيلم (الإنجليزية)
- جيمس تي هونغ على موقع كينوبويسك (الروسية)